# Szerviens
A szerviens olyan személy, aki urának (dominus) – királynak vagy földesúrnak – kizárólag katonai szolgálattal tartozik (vitéz, milites), ennek fejében adománybirtokot kap.

## Királyi szerviensek
A királyi szerviensek Magyarországon a 11–12. században átmeneti réteget alkottak az uralkodó osztályba tartozó nagybirtokosok és a közvitézek között. Rendelkeztek földbirtokkal, valamennyi szolgával, ezért nem süllyedtek az alávetett osztályba, viszont birtokaik nagysága nem tette lehetővé, hogy az uralkodó osztályba tartozzanak. Közszabadságukat biztosította, hogy a királynak teljesítettek katonai szolgálatot, hadba vonuláskor sem az ispán, hanem a király vezetése alatt álltak. Nem az ispán, hanem a királyi bíráskodás joghatósága érvényesült felettük.
A 12. század második felétől a királyi hatalom hanyatlásával, illetve a királyi vármegyerendszer felbomlásával helyzetük is romlott, mert a világi nagyurak magánföldesúri függésbe akarták vonni őket a várjobbágyokkal együtt. Ez ellen a nyomás ellen a szerviensek és a várjobbágyok együtt léptek fel, a királyi szervienesek lettek az Aranybulla-mozgalom vezetői. Meg akarták őrizni a kizárólag a királytól való függésüket, meg akarták védeni birtokaikat, ezért a nagybirtokosokhoz hasonlóan ők is egy „ősfoglaló” elődről (de genere ...) kezdték nevezni magukat, mint akik az ő nemzetségéből származnak. 1222-ben sikerrel szabadultak meg a szabadok dénárai adótól és a szállásadó kötelezettségüktől (descensus).
Az 1222-ben II. András által kiadott Aranybulla sem védte meg őket a világi nagyurak önkényétől, így először 1232-ben a Zala vármegyei szerviensek kérték, hogy maguk választotta szolgabíráik legyenek – ezzel kialakultak a nemesi vármegyék. Az 1267-es törvényekben már a nemes elnevezést  használták rájuk vonatkozóan, megkülönböztetve őket a nagybirtokosoktól, akiket báró névvel illettek. A 13. század végétől a tartományi hatalom kiépülésével fokozatosan a familiaritás kötelékébe kerültek.

## Magán szerviensek
A magánszerviensek helyzete kedvezőtlenebb volt, mint a királyi szervienseké, várjobbágyoké vagy egyházi vitézeké.
A szerviens urának familiárisa lett.

## Külső hivatkozások
- dominus-szerviens
- Árpád kori történelem: királyi szerviens Archiválva 2007. április 27-i dátummal a Wayback Machine-ben